# Theridion squalidum
Theridion squalidum är en spindelart som beskrevs av Arthur Urquhart 1886. Theridion squalidum ingår i släktet Theridion och familjen klotspindlar. Inga underarter finns listade i Catalogue of Life.